# 帕尼亚科
帕尼亚科（義大利語：Pagnacco），是意大利乌迪内省的一个市镇。总面积14.86平方公里，人口5002人，人口密度336.6人/平方公里（2009年）。ISTAT代码为030068。